# Pradžápati

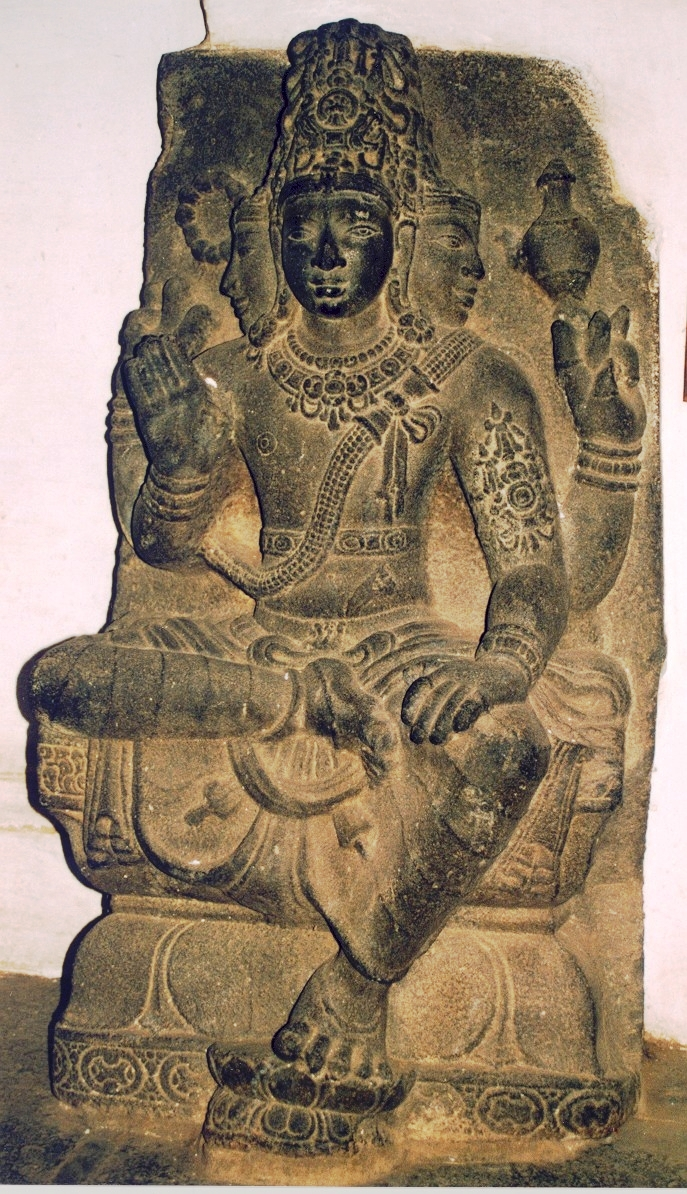
Pradžápati

Pradžápati (sanskrtsky प्रजापति „pán tvorstva“) je védský bůh, stvořitel nebe, země, vod a všeho živého, jež stojí nad ostatními bohy. Poprvé se objevuje v desáté, tedy nejmladší, mandale Rgvédu, v pozdějších védských textech je označován také za otce dévů a asurů a prvního obětníka. Někdy je také označován jako ka „kdo?“, v souvislosti s hymny na jeho počest kde se objevuje otázka kdo je nejvyšším z bohů. Byl ztotožňovan s Brahmou, jež převzal jeho místo, ale jako Pradžápati je označován také Višnu a Šiva, v Máhábháratě a puránách pak mnoho dalších bohů a ršiů, například Agni, Indra, Šukra, Sóma, Tvaštr nebo Višvakarman.
V několika textech se objevuje mýtus o tom jak Pradžápati zatoužil po Ušase, své dceři, jedná se o bráhmany Šatapatha, Aitaréja, Jaiminíja a Maitrájaní sanhitu. V těchto příbězích Pradžápati pronásleduje Ušasu v podobě jelena či srnce, je však napaden ostatními bohy, kteří chtějí zabránit incestu. Když při útoku jeho semeno padne na zem stane se zdrojem života. Stejný mýtus se objevuje v náznacích v Rgvédu, kde je však jeho protagonistou Djéus – bůh nebe, a nejspíše souvisí s příběhem o bohyni Saranjú, Vivasvánovi a zrození Ašvinů.
V eposech, puránách a dalších pozdních textech se také hovoří o skupině pradžápatiů (pradžápatjah), což jsou ršiové - mudrcové jež vznikli z Brahmy. V různých pramenech se objevují v počtu sedmi, deseti, šestnácti či jednadvaceti.